# Lycée privé Sainte-Geneviève
Il lycée privé Sainte-Geneviève è un liceo privato, situato a Versailles e che offre classes préparatoires aux grandes écoles. Fu fondata dai Gesuiti a Parigi nell'aprile del 1854. È spesso soprannominata Ginette e talvolta BJ, che sta per Boite à Jèzes (scatola dei gesuiti).
Sainte-Geneviève è famosa per avere una delle più alte percentuali di successo negli esami di ammissione delle Grande école francesi più selettive nei campi dell'ingegneria (École polytechnique, Mines ParisTech, École des Ponts ParisTech e CentraleSupélec) e del commercio (HEC Paris, ESSEC Business School e ESCP Business School).

## Laureati famosi
- Pietro Savorgnan di Brazzà, un esploratore italiano naturalizzato francese